# Anomala dubia
Anomala dubia (Scopoli, 1763) è un coleottero appartenente alla famiglia degli Scarabeidi (sottofamiglia Rutelinae).

## Descrizione

### Adulto

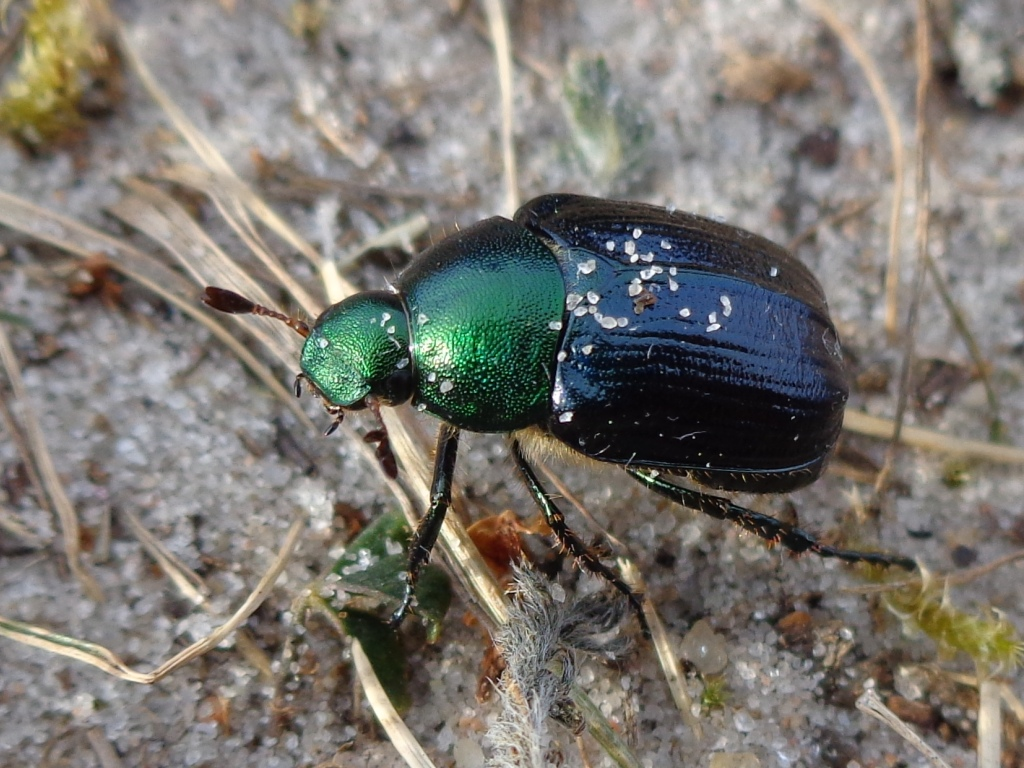

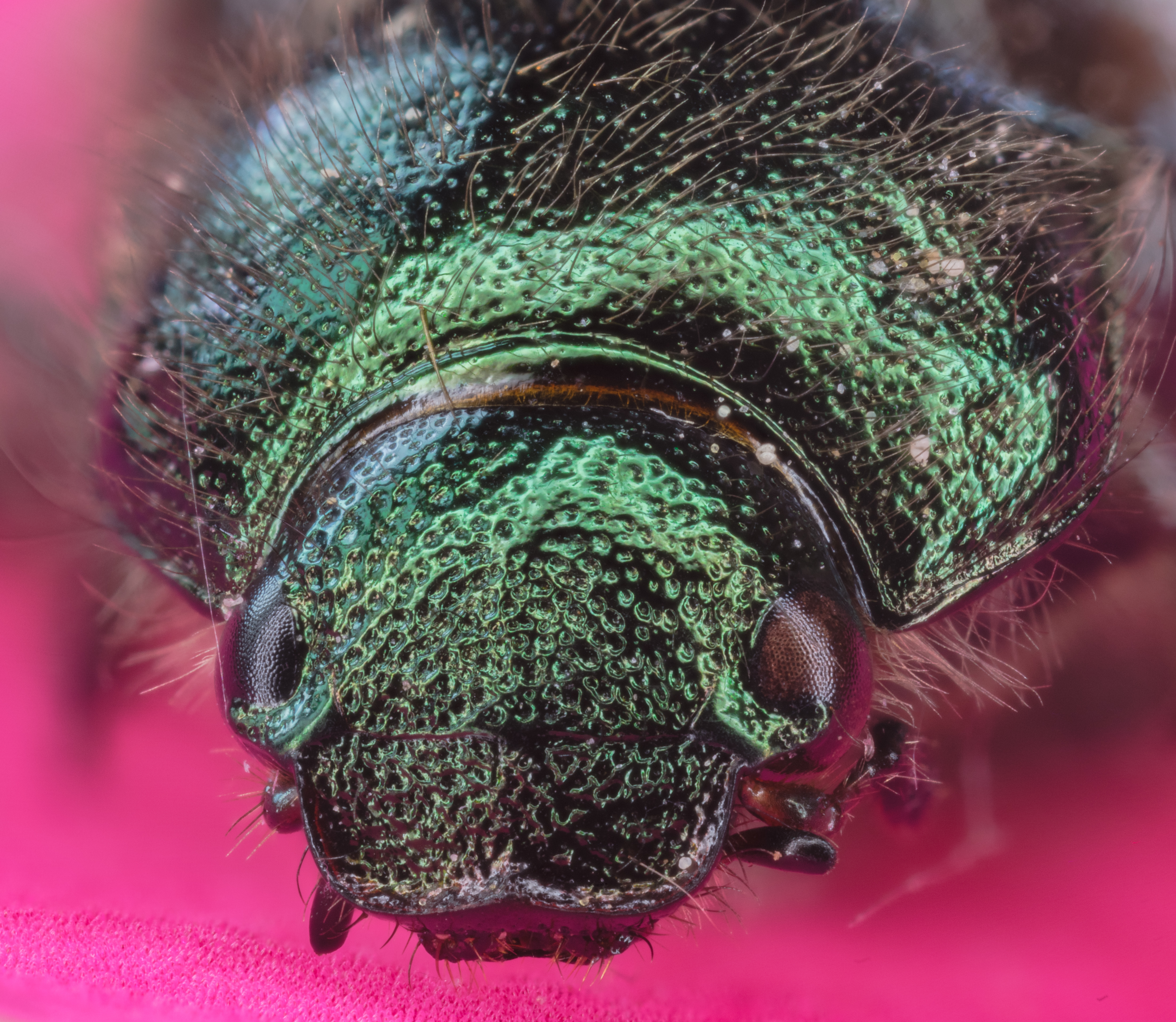
Vista di dettaglio della testa.

Gli adulti hanno un tronco robusto e affusolato, di una lunghezza compresa tra gli 11 e i 15 mm. La loro colorazione non è uniforme e può variare dal nero con riflessi blu, al color oro, al rosso al verde metallico tra un esemplare e l'altro..

### Larva
Le  larve hanno l'aspetto di vermi bianchi dalla forma a "C", con la testa e le tre paia di zampe sclerificate. Lungo i fianchi presentano una serie di forellini chitinosi che gli permettono di respirare sottoterra.

## Biologia
Gli adulti sono di abitudini diurne e la loro attività è notevolmente influenzata dalla presenza o assenza del sole, rimanendo in uno stato di quiescenza nelle giornate nuvolose. Iniziano a comparire a fine maggio e sono visibili fino a fine giugno nelle ore più calde della giornata. Prediligono ambienti sabbiosi ed infatti sono diffusi sulle coste, nell'entroterra si reperiscono facilmente sulle rive di laghi o fiumi.

## Distribuzione e habitat
Anomala dubia è diffusa in tutta Europa, dalle isole britanniche al Kazakistan alla Siberia.